# Список Зелёных Фонарей
Корпус Зелёных Фонарей — вымышленная организация из комиксов DC Comics. Эта группа существ с разных планет, защищающих Вселенную от угроз с помощью могущественных артефактов — колец силы.
В этом списке представлены известные члены Корпуса.

## Основные Зелёные Фонари
Наиболее известные члены Корпуса Зелёных Фонарей (кроме Алана Скотта), в разное время фигурировавших в качестве главных персонажей комиксов:
Алан Скотт
Алан был первым Зелёным Фонарём, но не был членом Корпуса Зелёных Фонарей, имел собственный костюм и кольцо, которое заряжалось не от Центральной Батареи Силы, построенной Стражами Вселенной на планете Оа, после того, как Алан Скотт получил свою силу, а от Звёздного Сердца — магической сущности, позволяющей создавать зелёную энергию.
Хэл Джордан
Гай Гарднер
Джон Стюарт
Кайл Райнер
Саймон Баз

## Зелёные Фонари сектора 2814, защищавшиеЗемлю
| Имя Фонаря           | Первое появление                                 | Примечания |
| -------------------- | ------------------------------------------------ | --- |
| Дженифер Линн-Хэйден | All-Star Squadron #25 (сентябрь, 1983)           | Дочь Алана Скотта, первая женщина-Зелёный Фонарь с Земли, одна из основателей общества Infinity, Inc, была членом Общества Справедливости Америки и Лиги Справедливости. Имела романтические отношения с Кайлом Райнером. |
| Юниверсо             | Adventure Comics #349 (октябрь, 1966)            | Гипнотизёр, может контролировать время. Пытался захватить Землю, выдавая себя за нового президента при помощи гипноза и химикатов в воде. Имеет сына, Ронда Видара. |
| Ронд Видар           | Adventure Comics #349 (октябрь, 1966)            | Сын Юниверсо и враг Легиона Супергероев. Обладатель гениального интеллекта, создатель Куба Времени, который впоследствии помог ему остановить Юниверсо от плана захватить Землю. Сотрудничал с Брэйниаком-5 и работал над экспериментами во времени и пространстве.                                                                                       |
| Ялан Гур             | Green Lantern vol. 3, #19 (декабрь, 1991)        | Внешне имеет вид рептилии; был последним Зелёным Фонарем из Золотом Века. Погиб, попытавшись лишить своё кольцо слабости перед желтым цветом при помощи Звездного Сердца - силы, которая питала кольцо Алана Скотта. |
| Джонг Ли             | Green Lantern, Dragon Lord #1 (июнь, 2001)       | Фактически, был самым первым Зелёным Фонарем в Корпусе Зелёных Фонарей с Земли, родом из Китая, монах в Храме Дракона, где учил своих последователей отказаться от земных ценностей и жить в гармонии с самим собой. К нему явился один из Стражей Вселенной и дал кольцо силы, наказав «защищать невиновных и сопротивляться злу».                       |
| Лахам                | Green Lantern Corps Quarterly #2 (осень, 1992)   | Был убит во время вторжения на его родную планету Сцилла. Его кольцо перешло к Уэверли Сейру, который стал хорошим другом его вдове. Статуя Лахама находится в склепе на планете Оа. |
| Уэверли Сейр         | Green Lantern Corps Quarterly #2 (сентябрь 1992) | Выходец из США, жена которого умерла во время родов. Сейр впал в депрессию и хотел покончить с собой, но его нашло кольцо силы Лахама. Поначалу, Сейр считал, что кольцо - это происки сатаны и не верил в его силу, но позже стал одним из самых опытных членов Корпуса.Green Lantern Corps Quarterly #2 (осень, 1992) Часто брал на задания своего пса. |
| Старкадр             | Legends of the DC Universe #20 (сентябрь, 1999)  | Инопланетянин с оранжевой кожей. Был смертельно ранен во время защиты планеты Унгара от нападения. Ему удалось сдержать атаку, но он умирает, перед смертью передавая своё кольцо унгарийцу Абин Суру. Позже появляется в качестве Чёрного Фонаря. |
| Абин Сур             | Showcase # 22 (сентябрь-октябрь, 1959)           | Выходец с планеты Унгара, инопланетянин с розовой кожей. Бывший историк, во время патрулирования сектора был ранен инопланетным злодеем Легионом и перед смертью успел передать кольцо Хэлу Джордану. Названный брат Синестро и дядя его дочери Сораник Нату.                                                                                             |
| Аня Савенлович       | Green Lantern: The New Corps #1 (март, 1999)     | Подполковник Советских ВВС, с 1964 года была в состоянии анабиоза. Кайл Райнер взял её в Новый Корпус, пытаясь восстановить Корпус Зелёных Фонарей. Но позже она отказалась, вернув Кайлу кольцо силы. После распада Советского Союза осталась работать в космосе.                                                                                        |

## Зелёные Фонари, защищавшие Землю после событийКризиса на Бесконечных Землях
| Имя Фонаря | Первое появление                                | Примечания |
| ---------- | ----------------------------------------------- | --- |
| Арисия Раб | Tales of the Green Lantern Corps #1 (май, 1981) | Родом с планеты Краксос IV. По словам её отца, пять членов её семьи были Зелёными Фонарями, а она сама получила кольцо от своего дяди Блиша еще будучи подростком (ей был 13 лет, но в связи с тем, что орбита Краксоса IV вытянута вокруг двух солнц, 13 лет равны 240 годам на Земле). Во время сюжета «Кризиса на Бесконечных Землях» выступает под личностью Синди Симпсон. Имела романтические отношения с Хэлом Джорданом, после разрушения Центральной Батареи Силы на планете Оа, жила с ним на Земле и работала моделью, но их отношения закончились.                                                          |
| Ч'п        | Green Lantern vol. 2, #148 (январь, 1982)       | Внешность - среднее между белкой и бурундуком. Был приговорен к казни во время восстания диктатора на своей родной планете, но один из Стражей Вселенной тайно передал ему кольцо силы. Проходил тренировку у Киловога, в той же группе, что и Хэл Джордан. Был хорошим другом с Мого, Хэлом Джорданом, Салааком и другими. Женился на своей давней подруге, но во время кризиса на Бесконечных Землях обнаружил, что прошлое изменилось так, что он умер 15 лет назад и его подруга вышла замуж за другого. Он отказался от своей родной планеты и отправился на Землю вместе с группой Зелёных Фонарей для её защиты. |
| Катма Туй  | Green Lantern v2 # 30 (июль, 1964)              | Родом с планеты Коругар, на которой Синестро установил диктатуру, но был свержен. Катма Туй свидетельствовала против него Стражам Вселенной, что способствовало высылке Синестро в заточение на планету Квард. Томар-Ре выдвинул её в качестве нового защитника сектора 1417 вместо Синестро и Стражи приняли её в Корпус. Принимает участие во многих ключевых событиях, таких как Война Корпуса Синестро, Некроном, Кроном, в событиях кризиса на Бесконечных Землях, после которых вместе с группой Фонарей защищала Землю. Была Замужем за Джоном Стюартом. Убита одним из Звёздных Сапфиров.                       |
| Киловог    | Green Lantern Corps # 201 (июнь, 1986)          | Родом с планеты Боловакс Вик, что в секторе 674, бывший инженер, обладатель высокого интеллекта, лидерских качеств, грозной внешности и розовой кожи. Известный тренер новобранцев Корпуса, первый тренер Хэла Джордана. Часто использует фразу «бесполезные новички», которая стала его отличительной. |
| Салаак     | Green Lantern #149 (февраль, 1982)              | Родная планета Салаака - Слайджиа, он обладатель красной кожи и четырех рук. По натуре пессимист и одиночка, один из ветеранов Корпуса Зелёных Фонарей, где служил много лет, участвуя во многих миссиях и защищая несколько секторов. Дружил с Фонарем по имени Ч'п,с которым вместе защищал Землю. Какое-то время жил в будущем под именем Пол Менниг (как и Хэл Джордан), был женат на земной женщине. |

## Пропавшие Фонари
После событий сюжета «Изумрудные сумерки» (англ. Emerald Twilight), многих членов Корпуса оставили умирать в космосе, лишив колец силы. Некоторые были захвачены охотниками за головами с целью спастись. Их называют Пропавшие Фонари.
| Имя Фонаря   | Сектор | Первое появление                                | Примечания |
| ------------ | ------ | ----------------------------------------------- | --- |
| Будикка      | 1414   | Green Lantern (vol. 3) #20                      | После разрушения Хэлом Джорданом планеты Оа, оставлена умирать, а позже найдена на планете Биот. Позже стала одной из Альфа Фонарей, которые были под контролем Киборга Супермена Хэнка Хэншоу. В кроссовер эпизоде «Самый яркий день» (англ. Brightest Day), в секторе 3009, Будикка была ранена группой Зелёных Фонарей, которые были вынуждены уничтожить батарею силы в её груди. Киборг Супермен пытался перенести своё сознание в её тело, но она смогла его уничтожить и Джон Стюарт смог доставить её на Оа, где она, залечив раны, снова вернулась в Корпус Зелёных Фонарей.                                                    |
| Часелон      | 1416   | Green Lantern vol. 2, #9 (ноябрь-декабрь, 1961) | Родом с планеты Баррио-III, которая населена разумными существами, состоящими из кристаллического кремния и обладающими тринадцатью чувствами. Один из Фонарей, которые были убиты, когда Хэл Джордан в порыве ярости разрушает планету Оа. Хотя его тело осталось в открытом космосе, позже он был показан как заложник Хэнка Хэншоу для того, чтобы обеспечить питанием охотников за головами. Часелона и остальных захваченных Фонарей в итоге спас и возродил Хэл Джордан. Позже был разгромлен в составе группы Зелёных Фонарей Чёрными Фонарями.                                                                                   |
| Граф Торен   | 2321   | Guy Gardner #11 (август 1993)                   | Известен как Монах Света с планеты Каразиан. Был захвачен в плен вместе с Гаем Гарднером, и помог ему освободиться. Является хорошим другом Фонарю по имени Проберт. В составе группы, посланной остановить Хэла Джордана перед разрушением Оа, был оставлен умирать в открытом космосе, где позже и был найден мёртвым. Проберт похоронил его в погребальном костре вместе с Гаем Гарднером и Тактической Группой Лиги Справедливости. Позже был обнаружен Хэлом Джорданом на планете Биот в состоянии анабиоза, как и все Пропавшие Фонари, и освобождён.                                                                              |
| Ханну/Хонну  | 2      | Green Lantern vol. 3, #49                       | Один из Фонарей, которых убил обезумевший Хэл Джордан на пути на планету Оа, перед тем как её разрушить. Остался в космосе, но позже был найден живым на планете Биот. Родом с планеты Овакрон 6, где считается бесчестным использовать оружие, поэтому не пользуется своим кольцом, кроме как для полёта или для поддержания жизни, обходясь в бою собственной силой и боевыми навыками. Использует своё кольцо как оружие только в бою с Анти-монитором. |
| Джек Ти Ченс | 17     | Green Lantern Corps Quarterly #1                | Родом с планеты Хэллхоп, которая славилась высоким уровнем преступности; не носил обязательной униформы Зелёных Фонарей, вместо этого всегда появился в поношенной одежде со знаком Зелёного Фонаря на воротнике плаща. Бунтарь и часто не соблюдает законы, за что однажды был послан под суд Стражами Вселенной, но за неимением более достойного кандидата с планеты Хэллхоп, Ченс был оставлен в должности Зелёного Фонаря. После событий сюжета «Изумрудные Сумерки» был спасён Хэлом Джорданом и Гаем Гарднером с планеты Биот. Был одним из немногих, кто доверял Джордану, после того, как он освободился от влияния Параллакса. |
| Ке'Ханн      | 786    | Green Lantern (vol. 3) #49 (февраль, 1994)      | Был тренером новобранцев Корпуса в паре с Киловогом, один из самых жёстких учителей. После того, как сектор 112 остался без Фонаря, взял под своё крыло Лэйру, дочь Кентора Омото, с которой у него сложились очень близкие отношения, несмотря на то, что на родной планете у него была семья. Погиб в битве с Параллаксом (Кайлом Ранером) и Корпусом Синестро на планете Квард. |
| Креон        | 2002   | Green Lantern (vol. 3) #22 (март,1992)          | Внешне мускулистый инопланетянин с оранжевым оттенком кожи и светлыми волосами; бывший военнослужащий на планете Тебис, где потерял глаз и руку. Тренировался у Киловога, часто конфликтовал с Будиккой, считая её недостаточно дисциплинированной, так как на их планете женщины не достойны нести военную службу. Один из самых известных членов Корпуса Зелёных Фонарей, упоминался как самый решительный и отважный военачальник Вселенной. Был убит во время освобождения Пропавших Фонарей на планете Биот и умер на руках у Будикки и его кольцо после его смерти выбрало её в качестве преемника.                                |
| Лэйра        | 112    | Green Lantern Corps Quarterly #6 (осень, 1993)  | Родом с планеты Джайд, была подготовлена своим отцом, Кентором Омото в строгих традициях её планеты, после смерти отца становится его преемницей в сектора 112. После того, как узнает, что её семью убил Амон Сур, член Корпуса Синестро, впадает в ярость и убивает Амон Сура, после чего становится членом Корпуса Красных Фонарей. В ходе перестрелки на планете-тюрьме Исмолт, Хэл Джордан освобождает Лэйру от влияния красного кольца, но она умирает прежде, чем окончательно освобождается от него. Стражи Вселенной посчитали, что она умерла как предатель и как Красный Фонарь, несмотря на протесты Хэла Джордана.          |
| Лэшорр       | 3553   | Green Lantern vol. 4, #12                       | Имела романтические отношения с молодым Салааком, прежде чем она исчезла после войны с Доминанторами. Позже была найдена живой на планете охотников на людей Биот и после восстановление от посттравматического стрессового расстройства возвращена в Корпус Зелёных Фонарей. |
| Релок Хаг    | 173    | Green Lantern vol. 4, #12                       | Пропал вместе с Лэшорр и другими в бою с Доминанторами и позже был найден живым на Биот. |
| Томар-Ту     | 2813   | Green Lantern (vol. 3) #24 (май, 1992)          | Сын Томара-Ре, второй Зелёный Фонарь с планеты Ксудар. Был послан Стражами на перехват Хэла Джордана вместе со многими другими Фонарями, когда тот намеревался разрушить Оа. Как и все пропавшие в это время, он был найден на Биоте в плену охотников на людей, но бежал, для того, чтобы отомстить Хэлу Джордану. Был в составе группы, отправившейся на Исмолт для того, чтобы возродить тело Лэйры, но она переродилась в качестве Черного Фонаря, смертельно ранив в грудь Томара-Ту. |

## Почётный Караул Зелёных Фонарей
Элитная группа Корпуса, которая получала особые задания.
| Имя Фонаря | Первое появление                    | Примечания |
| ---------- | ----------------------------------- | --- |
| Эпрос      | Tales of the Green Lantern Corps #1 | Эпрос - живое растение с планеты -7pi, один из ветеранов Корпуса. Служил в Почётном Карауле во время войны с Кроном и Некроном. Защищал сектор 3. |
| К'риссма   | Tales of the Green Lantern Corps #1 | Гуманоид, внешне напоминающая бабочку с Земли, К'риссма защищала сектор 1890. После разрушения Параллаксом планеты Оа она вступила в Darkstars и позже была убита Грайвеном.                                                                                |
| Томар-Ре   | Green Lantern #6                    | Бывший учёный, позже тренер новобранцев в Корпусе Зелёных Фонарей и почётный его член. Пытался спасти Криптон от разрушения, но опоздал. Имеет сына, Томара-Ту; защищал сектора 2813. Во время событий сюжета «Темнейшая ночь» был одним из Чёрных Фонарей. |

Кайл Райнер и Гай Гарднер также были членами Почётного Караула.

## Альфа Фонари
Бывшие Зелёные Фонари, которые были превращены в киборгов для устранения угроз внутри Корпуса.
| Имя Фонаря | Первое появление                                | Примечания |
| ---------- | ----------------------------------------------- | --- |
| Будикка    | Green Lantern (vol. 3) #20                      | После разрушения Хэлом Джорданом планеты Оа, оставлена умирать, а позже найдена на планете Биот. Позже стала одной из Альфа Фонарей, которые были под контролем Киборга Супермена Хэнка Хэншоу. В кроссовер эпизоде «Самый яркий день», в секторе 3009, Будикка была ранена группой Зелёных Фонарей, которые были вынуждены уничтожить батарею силы её груди. Киборг Супермен пытался перенести своё сознание в её тело, но она смогла его уничтожить и Джон Стюарт смог доставить её на Оа, где она, залечив раны, снова вернулась в Корпус Зелёных Фонарей. |
| Часелон    | Green Lantern vol. 2, #9 (ноябрь-декабрь, 1961) | Родом с планеты Баррио-III, которая населена разумными существами, состоящими из кристаллического кремния обладающими тринадцатью чувствами. Один из Фонарей, которые были убиты, когда Хэл Джордан в порыве ярости разрушает планету Оа. Хотя его тело осталось в открытом космосе, позже он был показан как заложник Хэнка Хэншоу для того, чтобы обеспечить питанием охотников за головами. Часелона и остальных захваченных Фонарей в итоге спас и возродил Хэл Джордан. Позже был разгромлен в составе группы Зелёных Фонарей Чёрными Фонарями.          |
| Грин Мэн   | Green Lantern (vol. 2) # 164 (май, 1983)        | Защищал сектор 2828; не охранял свою планету, так как по договору, членам Корпуса Зелёных Фонарей было запрещено находиться там. Был убит в мини-серии «Вторжение» (англ. Invasion). |
| Кракен     | Green Lantern 80-Page Giant #3 (2000)           | Родом с планеты Апоколипс; партнер Райкера Куорригата. |
| Варикс     | Tales of the Green Lantern Corps Annual #2      | Родом с планеты Нактос, которая была уничтожена желтой чумой. Религиозный блюститель законов, ипохондрик (после того, как его предшественник умер от неизвестной болезни); защищал сектор 69 |

## Другие Зелёные Фонари
| Имя Фонаря       | Сектор     | Первое появление                                                          | Примечания |
| ---------------- | ---------- | ------------------------------------------------------------------------- | --- |
| Аа               | 904        | Green Lantern vol. 3, #21 (февраль, 1992)                                 | |
| Адам             | 1055       | Green Lantern Quarterly #5 (лето, 1993)                                   | |
| Алия             | 281        | Valor #5 (март, 1993)                                                     | |
| Амантия          | 3100       | Green Lantern vol. 3, #20 (январь, 1992)                                  | |
| Аркс             | 488        | Green Lantern Corps vol. 2, #1                                            | Убит одним из Корпуса Синестро. |
| Эш               | 658        | Green Lantern Quarterly #7 (зима, 1993)                                   | Стал одним из Чёрных Фонарей |
| Аш-Пак-Глиф      | 312        | Green Lantern 80-Page Giant #3                                            | |
| Б'дж             | 1014       | Green Lantern vol. 4, #4 (октябрь, 2005)                                  | Участвовал в борьбе против Синестро, был одним из первых новобранцев Корпуса, которых обучали противостоять желтой примеси кольца силы. |
| Б'ши             | 312        | "A Lantern Against the Dark: A Forgotten Tale of the Green Lantern Corps" | Внешне имеет вид обезьяны. |
| Брокк            | 981        | Tales of the Green Lantern Corps #1                                       | |
| Бзззд            | 2226       | Green Lantern Corps vol. 2, #12 (июль, 2007)                              | Внешне похож на муху. Партнер Мого по сектору. Стал Черным Фонарем и был убит Гаем Гарднером, а кольцо досталось Матрис Клементиа. |
| Чарли Викер      | 3319       | Green Lantern vol. 2, #55 (сентябрь, 1967)                                | Бывший телеведущий с Земли, союзник Хэла Джордана в Корпусе, позже был участником организации Darkstars |
| Симфет Тау       | 3588       | Tales of the Green Lantern Corps Annual #2                                | |
| Коллектив        | 1287       | Tales of the Green Lantern Corps Annual #3                                | |
| Дэлор            | 2813       | Green Lantern vol. 2, #154                                                | |
| Дкртзу РРР       | 188        | Green Lantern vol. 2, #188 (май, 1985)                                    | Является математическим уравнением, был получен математиком Тимом Раем в попытке доказать, что силу воли можно выразить математической формулой. Находится в секретных архивах Корпуса Зелёных Фонарей и Корпуса Синестро. |
| Дрикью           | 3600       | Green Lantern vol. 2, #217 (октябрь, 1987)                                | Был убит Синестро, но его кольцо каким-то образом переняло его жизненную силу, хотя его тело было мертво. Когда кольца Зелёных Фонарей потеряли свою силу, Дрикью исчез, но во время событий сюжета «Темнейшая ночь» появился в качестве Чёрного Фонаря. |
| Эддор            | 1419       | Tales of the Green Lantern Corps                                          | Газообразное существо, по виду похожее на простейших организмов. Погиб во время событий Кризиса на Бесконечных Землях. |
| Экрон            | 3500       | 52 #20                                                                    | Киборг, Погиб в битве Хэла Джордана с Пожирателем Солнц. |
| Эрми             | неизвестен | Blackest Night: Tales of the Corps #3 (сентябрь, 2009)                    | Обучал Киловога, был одним из самых жесткий учителей. Именно у него Киловог позаимствовал свою фразу «Бесполезный новичок». Создатели списывали образ Эрми с сержанта Рональда Ли Эрми из фильма «Цельнометаллическая оболочка». |
| Флодо Спан       | 3600       | Green Lantern vol. 2, #217 (октябрь, 1987)                                | Имеет газообраный вид и не обладает телесной формой; был другом Хэла Джордана. Участвовал в Войне Корпуса Синестро, часто помогал с перемещениями Хэлу Джордану, чтобы тот поговорил со Стражами Вселенной. Был поглощен Центральной Батареей Силы во время её распада. Стал одним из многих членов Корпуса, которые воскресли в виде Чёрных Фонарей.                                                                                                |
| Галиус Зед       | 1123       | Tales of the Green Lantern Corps #2 (июнь, 1981)                          | Внешне похож на шар с руками и ногами. Впервые появился во время сражения с Некроном и Крном вместе с Хэлом Джорданом. Участвовал во многих сражениях вместе с его товарищами по корпусу Зелёных Фонарей. Был в составе сил, направленных на Квард для уничтожения Корпуса Синестро. Позже был выбран Джоном Стюартом для организации Darkstars. После смерти увековечен в склепе на планете Оа; считается одним из самых известных Зелёных Фонарей. |
| Гансет           |            | Green Lantern: Ganthet's Tale (1992)                                      | Был Стражем Вселенной, но во время событий «Черной ночи» стал одним из Зелёных Фонарей, чтобы противостоять Некрону. Позже стал членом Корпуса Голубых Фонарей. |
| Г'норт           | неизвестен | Justice League International #10 (февраль, 1981)                          | Внешне напоминает собаку. С недоверием относился к остальным членам Корпуса, часто некомпетентен и терпит неудачи в миссиях. Был членом Лиги Справедливости Антарктиды. |
| Г'ху             | 2937       | Green Lantern Corps #1                                                    | Внещне имеет вид ящера с розовой кожей. Появился в камео в полнометражном фильме «Зелёный Фонарь». |
| Гпаак            | 3515       | Guy Gardner #11                                                           | |
| Харвит           | 2937       | Green Lantern vol. 2, #161                                                | |
| Хорок Ннот       | 885        | Green Lantern vol. 4, #11                                                 | |
| Иоланд           | 1417       | Green Lantern Corps vol. 2, #1                                            | Принцесса с планеты Бетрасус, партнер Сораник Нату по сектору. Была единственной в Корпусе, кто знал, что Сораник - дочь Синестро. Появилась в камео в полнометражном фильме «Зелёный Фонарь». |
| Исамолт Кол      | 2682       | Green Lantern Corps: Recharge # 1 (ноябрь, 2005)                          | Родом с планеты Танагар, внешне имеет вид ящерицы. Попросил о сокращении срока службы в Корпусе, для того, чтобы вернуться на Танагар на некоторое время к своей жене для продолжения рода. |
| Кайларк          | 1721       | Green Lantern vol. 2, #166                                                | |
| Кхо Кхархи       | 442        | Wonder Woman vol. 3, #19 (июнь, 2008)                                     | Молодая дочь посла Кхунда, выбрана в Корпус из-за её обостренного чувства справедливости и сострадания. |
| Криста Икс       | 863        | Green Lantern vol. 2, #166                                                | |
| Лан Диббакс      | 3192       | Showcase '93 #12                                                          | |
| Лезли Пон        | 119        | Green Lantern vol. 2, #188 (ноябрь, 1985)                                 | Живой вирус оспы; Участвовал в Войне Корпуса Синестро. |
| Медлакс          | 1776       | Green Lantern vol. 2, #169                                                | |
| Медфил           | 586        | Green Lantern vol. 2, #11 (май, 1962)                                     | Один из самых уважаемых и опытных членов Корпуса, друг Хэла Джордана, поддержал его даже после того, как Хэл был одержим Параллаксом. Родом с планеты J586, где растения являются доминирующей формой жизни. |
| Мого             | 2261       | Green Lantern vol. 2 #188 (май, 1985)                                     | Планета-Зелёный Фонарь. |
| Морро            | 666        | Green Lantern #12 (июль 2006)                                             | |
| Матрис Клементиа | 2261       | Green Lantern Corps vol. 2, #24 (июль, 2008)                              | |
| Наут КеЛой       | 12         | Green Lantern #9 (1961)                                                   | |
| Оконоко          | 1110       | Green Lantern vol. 2, #162                                                | |
| Оливерсити       | 2111       | The Green Lantern Corps #222                                              | |
| Олафет           | 345        | Green Lantern Corps #217 (октябрь, 1987)                                  | Живое растение с планеты Южный Голдстар. Был убит Синестро. |
| Отто 309-В       | 2260       | Final Crisis #2                                                           | Был одним из главных персонажей номера Final Crisis #2 и убит Калибаком спустя два выпуска. |
| Пенн Марик       | 3333       | Tales of the Green Lantern Corps Annual #2                                | |
| Перду            | 2234       | Green Lantern Annual vol. 3, #5                                           | |
| Прокэннон Каа    | 442        | Green Lantern Corps #224 (май, 1988)                                      | |
| Рейкер Куорригат | 38         | Green Lantern 80-Page Giant #3 (2000)                                     | |
| Ривер Ксанши     | 1313       | Green Lantern vol. 2, #130 (июль, 1980)                                   | |
| Ремнант Нод      | 1132       | Green Lantern #170 (ноябрь, 1983)                                         | Убит основателем Корпуса Красных Фонарей — Атроцитусом. |
| Рот Лоп Фан      | 911        | Tales of the Green Lantern Corps Annual #3 (1987)                         | Один из неортодоксальных членов Корпуса: его кольцо создавало не видимую энергию света и цвета, а звуковую энергию, в результате чего он переделал фонарь для зарядки кольца силы в колокол и назвал Фа-диез Колокольный Корпус (нота фа-диез аналогична зелёному цвету спектра), придумав свою собственную клятву для зарядки кольца. Фактически, его нельзя считать членом Корпуса Зелёных Фонарей, хотя он появляется во многих ключевых сюжетах. |
| Саарек           | 703        | Green Lantern #90 (сентябрь, 1976)                                        | Умеет говорить с мёртвыми, чем не раз помогал коллегам по Корпусу, к примеру, разговаривая с трупом Анти-монитора. Позже работал в паре с Эшем в секторе 658 и становится одним из Чёрных Фонарей. |
| Шиланда Тейн     | 3399       | Green Lantern Corps Quarterly #1                                          | |
| Синестро         | 1417       | Green Lantern (vol. 2) # 7 (август, 1961)                                 | Бывший член Корпуса, тренер новобранцев, включая Хэла Джордана, ныне лидер Корпуса Синестро и владелец желтого кольца силы. Имеет дочь, так же члена Корпуса Зелёных Фонарей, Сораник Нату. |
| Скрил            | 2689       | Green Lantern vol. 2, #222                                                | |
| Содам Ят         | 1760       | Tales of the Green Lantern Corps Annual #2 (1986)                         | |
| Сораник Нату     | 1417       | Green Lantern Corps: Recharge #1 (ноябрь, 2005)                           | Родом с планеты Коругар; дочь Синестро и сестры Абин Сура, Арин Сур. Любовный интерес Зелёного Фонаря Кайла Райнера. |
| Стел             | 3009       | Green Lantern (vol. 2) #11 (март, 1962)                                   | |
| Ти-Чер           | 1324       | Green Lantern vol. 2, #167 (август, 1983)                                 | Робот, ранее был воспитателем детей Зелёного Фонаря по имени Брин, и тот выбрал его в качестве свой замены. |
| Тулка-Ре         | 423        | Wonder Woman vol. 3, #42                                                  | |
| Торкъемада       | 3521       | Green Lantern Corps Quarterly #4 (весна, 1993)                            | |
| Тубин            | 918        | Green Lantern vol. 2, #155 (август, 1982)                                 | |
| Турутт           | 786        | Green Lantern (4th series) #11 (июнь, 2006)                               | Высокий, крепко сложенный инопланетянин с кожей красного цвета и белыми волосами по центру и сбоку головы. Обладает сверхчеловеческой силой. Получил своё кольцо от Ке'Хаана, и позаботился о том, чтобы виновный в его смерти был пойман. |
| Ват Сарн         | 2682       | Green Lantern Corps: Recharge #1 (ноябрь, 2005)                           | Солдат, родом с планеты Ранн. |
| Венизз           | 2812       | Green Lantern vol. 4, #6 (январь, 2006)                                   | Партнер Зелёного Фонаря Тагорта. |
| Виссен           | 1915       | Tales of the Green Lantern Corps Annual #3 (1987)                         | |
| Ксакс            | 3500       | Green Lantern vol. 2, #9                                                  | Внешне похож на кузнечика, родом с планеты Ксаос, где правят насекомые. Один из друзей Хэла Джордана в Корпусе Зелёных Фонарей. Был убит на Кварде во время кризиса на Бесконечных Землях. |
| Зейл             | 1414       | Green Lantern Corps #21                                                   | Была заменена Будиккой, которая является её сестрой. Стражи Вселенной направили её под суд за невыполнение своих полномочий, в наказание лишив её фонаря для зарядки Кольца и она зависела от Будикки, которая стала её партнёром по сектору. |
| Згитхай          | 3599       | Green Lantern vol. 2, #190 (июль, 1985)                                   | Внешне имеет вид змеи; помогал Ксаксу во время вторжения на ео планету. |